# دلفریب
دلفریب (انگلیسی: High, Wide, and Handsome) یک فیلم موزیکال به کارگردانی روبن مامولیان است که در سال ۱۹۳۷ منتشر شد.

## بازیگران
- آیرین دان
- راندولف اسکات
- دوروتی لامور
- الیزابت پترسون
- الیمپه برادنا
- چارلز بیکفورد
- آکیم تامیروف
- دل هندرسون
- آلن هِیل
- ریموند والبرن